# Palazzo Albertini di Cimitile
Le palais des princes Albertini de Cimitile, anciennement Palazzo Calabria, est un palais monumental situé à Naples, situé via Santa Teresa degli Scalzi, près de l'église du même nom.

## Histoire
Le palais a été construit sur l'ordre de Giovanni Battista Albertini, prince de Cimitile, à partir de 1774. A cette date en effet, le prince rachète à Carlo Acquaviva d’Aragon, représentant de la célèbre famille napolitaine des Acquaviva, le terrain, sur lequel le père de Carlo, Rodolfo Acquaviva duca d'Atri, avait l'intention de créer un "palais noble et magnifique". Au moment de l'achat, les habitations antérieures de la première moitié du XVIIe siècle appartenant au juge Sorrentino avaient été démolies par le duc d'Atri et les travaux avaient commencé au rez-de-chaussée. L'étage noble, l'étage supérieur et l'escalier monumental restaient à construire.
Le travail a été dirigé par Niccolò Carletti, qui a ensuite été remplacé par Giuseppe Fulchignoni en 1775. Les environnements ont été refaits et notamment l'escalier intérieur, de plan carré.

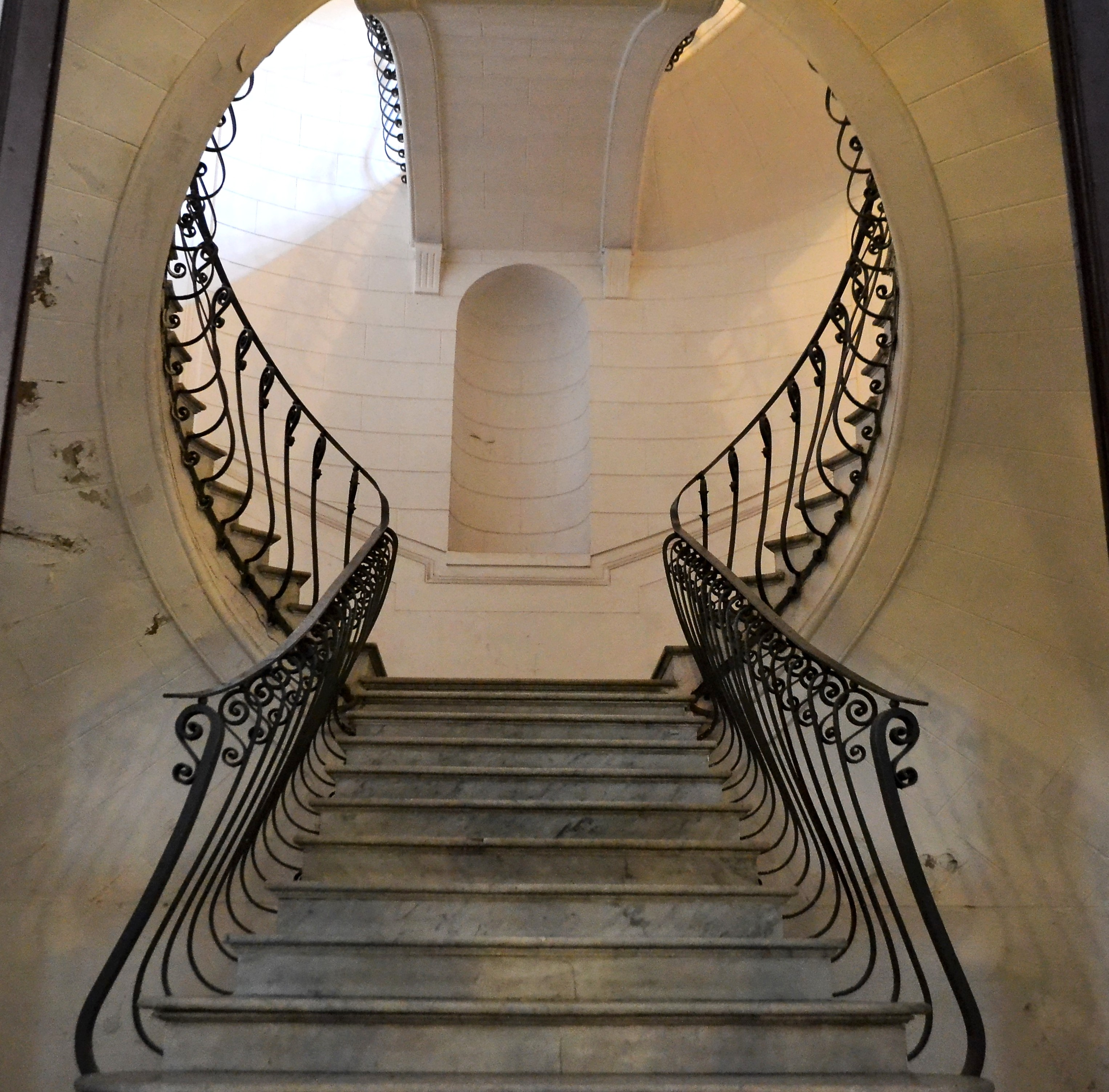
Détail de l'escalier

Le bâtiment contenait la précieuse collection de livres rassemblés par Fabio Albertini, prince de Cimitile, et une importante galerie de tableaux visitée en 1861 par Charles Eastlake.
Lors des révoltes révolutionnaires de 1848, l'atrium du palais fut l'un des derniers endroits où les rebelles combattirent contre les forces gouvernementales. Le deuxième fils du prince Fabio, Prospero Albertini, était en fait durant ces mois major de la Garde nationale. Le fils aîné, Jean-Baptiste, faisait partie de la Chambre des pairs.
Le palais passa à la famille Marulli d'Ascoli. Il a ensuite été acheté par la famille calabraise dont le principal représentant était Giacomo, premier procureur général du tribunal de Naples; pour cela, il est communément appelé dans le district palais de Calabre. Sur le portail au-dessus du niveau de la rue, le bâtiment porte encore la noble effigie de la Calabre.
Il y a quelques décennies, le bâtiment a été transformé en condominium. À la fin des années 1970, il fut restauré sous la direction de Roberto Pane.
A l'intérieur, de nombreuses salles décorées de fresques et de stucs sont bien conservées.